# Porsche Carrera Cup Deutschland 2010
Der Porsche Carrera Cup Deutschland 2010 war die 21. Saison des Porsche Carrera Cup Deutschland. Der erste Lauf der Markenmeisterschaft fand am 25. April 2010 auf dem Hockenheimring statt. Das Saisonfinale wurde am 17. Oktober ebenfalls dort ausgetragen.
Insgesamt wurden in dieser Saison neun Läufe in Deutschland, Spanien, in den Niederlanden, und Großbritannien ausgetragen. Die Rennen fanden im Rahmenprogramm der DTM statt.
Mit dem Franzosen Nicolas Armindo gewann erstmals in der Meisterschaft ein Nicht-Deutscher den Fahrertitel. Das Team Hermes Attempto Racing gewann die ZF Sachs-Teamwertung.

## Starterfeld
Folgende Fahrer und Gastfahrer sind in der Saison gestartet:
| Nr. | Fahrer                | Team                          | Rennwochenende |
| --- | --------------------- | ----------------------------- | -------------- |
| 1   | Chris Harris          | Porsche AG                    | 9              |
| 3   | Uwe Alzen             | Herberth Motorsport           | alle           |
| 4   | Robert Renauer        | Herberth Motorsport           | alle           |
| 5   | Niclas Kentenich      | Farnbacher Racing             | 1 – 5          |
| 5   | René Rast             | Farnbacher Racing             | 8 – 9          |
| 6   | Ferdinand Stuck       | Farnbacher Racing             | 1 – 5, 8 – 9   |
| 7   | Hannes Plesse         | Schnabl Engineering           | alle           |
| 8   | Stefan Wendt          | Schnabl Engineering           | alle           |
| 9   | Robert Lukas          | Förch Racing                  | alle           |
| 10  | Stefan Bilinski       | Förch Racing                  | 1 – 4, 6       |
| 10  | Štefan Rosina         | Förch Racing                  | 5, 7 – 9       |
| 11  | Dawid Sigatschow      | Seyffarth Motorsport          | alle           |
| 12  | David Mengesdorf      | Seyffarth Motorsport          | alle           |
| 14  | Clemens Schmid        | Seyffarth Motorsport          | alle           |
| 15  | Jan Seyffarth         | Seyffarth Motorsport          | 9              |
| 17  | Martin Ragginger      | Schnabl Engineering           | alle           |
| 18  | Sascha Maassen        | Team Deutsche Post by tolimit | 1, 3 – 6, 8, 9 |
| 19  | Sean Edwards          | Team Deutsche Post by tolimit | 1, 3 – 6, 8, 9 |
| 20  | Nick Tandy            | Konrad Motorsport             | alle           |
| 21  | Harald Schlegelmilch  | Konrad Motorsport             | 1 – 6          |
| 21  | Jeroen Bleekemolen    | Konrad Motorsport             | 7              |
| 21  | Andreas Mayerl        | Konrad Motorsport             | 8 – 9          |
| 22  | Christian Engelhart   | MRS Team                      | alle           |
| 24  | Tim Sandtler          | MRS Team                      | 1 – 3          |
| 24  | Yucel Özbek           | MRS Team                      | 5              |
| 24  | Olivier Tielemans     | MRS Team                      | 6              |
| 24  | Jocke Mangs           | MRS Team                      | 8              |
| 25  | Yadel Oskan           | MRS Team                      | 5              |
| 26  | Heinz-Bert Wolters    | Konrad Motorsport             | 5              |
| 26  | Jaap van Lagen        | Konrad Motorsport             | 6              |
| 26  | Andreas Mayerl        | Konrad Motorsport             | 7              |
| 26  | Oscar Palm            | Konrad Motorsport             | 9              |
| 30  | Francesco Castellacci | MRS Team                      | 2              |
| 31  | Robert van den Berg   | Harders Plaza Racing          | 9              |
| 32  | Tom Langeberg         | Harders Plaza Racing          | 9              |
| 66  | Florian Scholze       | Hermes ATTEMPTO Racing        | 9              |
| 77  | Florian Scholze       | Hermes ATTEMPTO Racing        | 2 – 8          |
| 77  | Jeroen Bleekemolen    | Hermes ATTEMPTO Racing        | 9              |
| 88  | Philipp Wlazik        | Hermes ATTEMPTO Racing        | alle           |
| 99  | Nicolas Armindo       | Hermes ATTEMPTO Racing        | alle           |

      Gaststarter

## Rennkalender und Ergebnisse
| Runde | Rennstrecke    | Datum         | Pole-Position   | Schnellste Runde   | Sieger              | Zweiter            | Dritter            |
| ----- | -------------- | ------------- | --------------- | ------------------ | ------------------- | ------------------ | ------------------ |
| 1     | Hockenheimring | 25. April     | Nick Tandy      | Sean Edwards       | Nick Tandy          | Niclas Kentenich   | Martin Ragginger   |
| 2     | Valencia       | 23. Mai       | Nick Tandy      | Nicolas Armindo    | Nick Tandy          | Nicolas Armindo    | Robert Lukas       |
| 3     | Lausitzring    | 6. Juni       | Nicolas Armindo | Nicolas Armindo    | Nicolas Armindo     | Nick Tandy         | Martin Ragginger   |
| 4     | Norisring      | 4. Juli       | Nicolas Armindo | Nick Tandy         | Nicolas Armindo     | Uwe Alzen          | Martin Ragginger   |
| 5     | Nürburgring    | 8. August     | Nicolas Armindo | Nicolas Armindo    | Nicolas Armindo     | Sean Edwards       | Uwe Alzen          |
| 6     | Zandvoort      | 22. August    | Nick Tandy      | Nick Tandy         | Nick Tandy          | Jaap van Lagen     | Uwe Alzen          |
| 7     | Brands Hatch   | 5. September  | Nick Tandy      | Nick Tandy         | Nick Tandy          | Nicolas Armindo    | Jeroen Bleekemolen |
| 8     | Oschersleben   | 19. September | Nick Tandy      | Nick Tandy         | Nick Tandy          | Nicolas Armindo    | Robert Renauer     |
| 9     | Hockenheimring | 17. Oktober   | René Rast       | Jeroen Bleekemolen | Christian Engelhart | Jeroen Bleekemolen | Jan Seyffarth      |

## Meisterschaftsergebnisse

### Punktesystem
Punkte wurden an die ersten 15 klassifizierten Fahrer in folgender Anzahl vergeben. Die Punkte von den Gaststartern wurden am Saisonende gestrichen, daher können gleiche Positionen unterschiedliche Punktwertungen aufweisen:
| Platz  | 1. | 2. | 3. | 4. | 5. | 6. | 7. | 8. | 9. | 10. | 11. | 12. | 13. | 14. | 15. |
| Punkte | 20 | 18 | 16 | 14 | 12 | 10 | 9  | 8  | 7  | 6   | 5   | 4   | 3   | 2   | 1   |

### Fahrerwertung
Insgesamt kamen 21 Fahrer in die Punktewertung.
| Platz                                       | Fahrer                | HOC1 | VAL | LAU | NOR | NÜR | ZAN | BRH | OSC | HOC2 | Punkte |
| ------------------------------------------- | --------------------- | ---- | --- | --- | --- | --- | --- | --- | --- | ---- | ------ |
| 1                                           | Nicolas Armindo       | 11   | 2   | 1   | 1   | 1   | 10  | 2   | 2   | 5    | 142    |
| 2                                           | Nick Tandy            | 1    | 1   | 2   | 16  | 16  | 1   | 1   | 1   | DNF  | 121    |
| 3                                           | Uwe Alzen             | 4    | 6   | 11  | 2   | 3   | 3   | 13  | 5   | DNF  | 98     |
| 4                                           | Robert Renauer        | 5    | 4   | 6   | 9   | 7   | 4   | 7   | 3   | DNF  | 96     |
| 5                                           | Martin Ragginger      | 3    | DNF | 3   | 3   | DNS | 8   | 14  | DNF | 4    | 79     |
| 6                                           | Philipp Wlazik        | 6    | 7   | 9   | DNF | 6   | 6   | 12  | 8   | 6    | 77     |
| 7                                           | Christian Engelhart   | 18   | DNF | 4   | 17  | 5   | 13  | 4   | 11  | 1    | 72     |
| 8                                           | Sean Edwards          | 10   |     | 14  | 4   | 2   | 5   |     | 4   | DNF  | 68     |
| 9                                           | Sascha Maassen        | 7    |     | DNF | 5   | 4   | 7   |     | 7   | 7    | 67     |
| 10                                          | Robert Lukas          | DNF  | 3   | 5   | DNF | 20  | 17  | 8   | 9   | 9    | 55     |
| 11                                          | Stefan Wendt          | 12   | 8   | 7   | 10  | 21  | DNF | 5   | DNF | 11   | 49     |
| 12                                          | David Mengesdorf      | 13   | DNF | 12  | 6   | 11  | 9   | 11  | 18  | 8    | 49     |
| 13                                          | Niclas Kentenich      | 2    | 5   | 16  | 7   | 13  |     |     |     |      | 43     |
| 14                                          | Dawid Sigatschow      | 8    | 15  | DNF | 8   | 10  | 12  | 9   | 14  | DNF  | 42     |
| 15                                          | Hannes Plesse         | DNF  | 10  | 8   | 11  | 12  | 15  | DNF | 17  | 13   | 35     |
| 16                                          | Florian Scholze       |      | 9   | 10  | 12  | 22  | 14  | DNF | 10  | DNF  | 27     |
| 17                                          | Harald Schlegelmilch  | 9    | DNF | 18  | 14  | 8   | 11  |     |     |      | 23     |
| 18                                          | Clemens Schmid        | 14   | 16  | 15  | 13  | 17  | 16  | 10  | 12  | DNF  | 23     |
| 19                                          | Ferdinand Stuck       | 15   | 12  | 17  | DNF | 19  |     |     | 13  | DNF  | 10     |
| 20                                          | Tim Sandtler          | 16   | 11  | 13  |     |     |     |     |     |      | 8      |
| 21                                          | Stefan Bilinski       | 17   | 13  | DNF | 15  |     | DNF |     |     |      | 4      |
| Gastfahrer ohne Meisterschaftspunktewertung |                       |      |     |     |     |     |     |     |     |      |        |
|                                             | Francesco Castellacci |      | 14  |     |     |     |     |     |     |      | 0      |
|                                             | Štefan Rosina         |      |     |     |     | 9   |     | 6   | 6   | DNF  | 0      |
|                                             | Heinz-Bert Wolters    |      |     |     |     | 14  |     |     |     |      | 0      |
|                                             | Yucel Özbek           |      |     |     |     | 15  |     |     |     |      | 0      |
|                                             | Yadel Oskan           |      |     |     |     | 18  |     |     |     |      | 0      |
|                                             | Jaap van Lagen        |      |     |     |     |     | 2   |     |     |      | 0      |
|                                             | Olivier Tielemans     |      |     |     |     |     | 18  |     |     |      | 0      |
|                                             | Jeroen Bleekemolen    |      |     |     |     |     |     | 3   |     | 2    | 0      |
|                                             | Andreas Mayerl        |      |     |     |     |     |     | DNF | 16  | 12   | 0      |
|                                             | Jocke Mangs           |      |     |     |     |     |     |     | 15  |      | 0      |
|                                             | René Rast             |      |     |     |     |     |     |     | DNF | DNF  | 0      |
|                                             | Jan Seyffarth         |      |     |     |     |     |     |     |     | 3    | 0      |
|                                             | Oscar Palm            |      |     |     |     |     |     |     |     | 10   | 0      |
|                                             | Chris Harris          |      |     |     |     |     |     |     |     | 14   | 0      |
|                                             | Tom Langeberg         |      |     |     |     |     |     |     |     | 15   | 0      |
|                                             | Robert van den Berg   |      |     |     |     |     |     |     |     | 16   | 0      |
| Platz                                       | Fahrer                | HOC1 | VAL | LAU | NOR | NÜR | ZAN | BRH | OSC | HOC2 | Punkte |

| Legende  | Legende            | Legende                                                          |
| Farbe    | Abkürzung          | Bedeutung                                                        |
| -------- | ------------------ | ---------------------------------------------------------------- |
| Gold     | –                  | Sieg                                                             |
| Silber   | –                  | 2. Platz                                                         |
| Bronze   | –                  | 3. Platz                                                         |
| Grün     | –                  | Platzierung in den Punkten                                       |
| Blau     | –                  | Klassifiziert außerhalb der Punkteränge                          |
| Violett  | DNF                | Rennen nicht beendet (did not finish)                            |
| Violett  | NC                 | nicht klassifiziert (not classified)                             |
| Rot      | DNQ                | nicht qualifiziert (did not qualify)                             |
| Rot      | DNPQ               | in Vorqualifikation gescheitert (did not pre-qualify)            |
| Schwarz  | DSQ                | disqualifiziert (disqualified)                                   |
| Weiß     | DNS                | nicht am Start (did not start)                                   |
| Weiß     | WD                 | zurückgezogen (withdrawn)                                        |
| Hellblau | PO                 | nur am Training teilgenommen (practiced only)                    |
| Hellblau | TD                 | Freitags-Testfahrer (test driver)                                |
| ohne     | DNP                | nicht am Training teilgenommen (did not practice)                |
| ohne     | INJ                | verletzt oder krank (injured)                                    |
| ohne     | EX                 | ausgeschlossen (excluded)                                        |
| ohne     | DNA                | nicht erschienen (did not arrive)                                |
| ohne     | C                  | Rennen abgesagt (cancelled)                                      |
| ohne     | keine WM-Teilnahme |                                                                  |
| sonstige | P/fett             | Pole-Position                                                    |
| sonstige | 1/2/3/4/5/6/7/8    | Punktplatzierung im Sprint-/Qualifikationsrennen                 |
| sonstige | SR/kursiv          | Schnellste Rennrunde                                             |
| sonstige | *                  | nicht im Ziel, aufgrund der zurückgelegten Distanz aber gewertet |
| sonstige | ()                 | Streichresultate                                                 |
| sonstige | unterstrichen      | Führender in der Gesamtwertung                                   |

### ZF Sachs-Teamwertung
Es kamen 6 Teams in die Punktewertung.
| Platz | Team                   | HOC1 | VAL | LAU | NOR | NÜR | ZAN | BRH | OSC | HOC2 | Punkte |
| ----- | ---------------------- | ---- | --- | --- | --- | --- | --- | --- | --- | ---- | ------ |
| 1     | Hermes ATTEMPTO Racing | 15   | 27  | 28  | 27  | 36  | 23  | 24  | 28  | 36   | 244    |
| 2     | Herberth Motorsport    | 26   | 24  | 17  | 27  | 32  | 34  | 15  | 30  | 0    | 205    |
| 3     | Konrad Motorsport      | 27   | 20  | 19  | 10  | 17  | 28  | 36  | 26  | 9    | 192    |
| 4     | Schnabl Engineering    | 20   | 14  | 25  | 24  | 9   | 18  | 18  | 5   | 28   | 161    |
| 5     | Seyffarth Motorsport   | 11   | 3   | 10  | 24  | 17  | 17  | 15  | 15  | 14   | 126    |
| 6     | Förch Racing           | 0    | 19  | 12  | 5   | 13  | 5   | 21  | 21  | 12   | 108    |